# Savères
Savères is een gemeente in het Franse departement Haute-Garonne (regio Occitanie) en telt 156 inwoners (1999). De plaats maakt deel uit van het arrondissement Muret.

## Geografie
De oppervlakte van Savères bedraagt 11,1 km², de bevolkingsdichtheid is 14,1 inwoners per km².
De onderstaande kaart toont de ligging van Savères met de belangrijkste infrastructuur en aangrenzende gemeenten.

## Demografie
Onderstaande figuur toont het verloop van het inwonertal (bron: INSEE-tellingen).